# 藤原致忠
藤原 致忠（ふじわら の むねただ）は、平安時代中期の貴族。藤原南家、大納言・藤原元方の子。官位は従四位下・右馬権頭。

## 経歴
村上朝にて大学寮の学生であったが、天暦2年（948年）高階成忠らとともに文章生試を受験している。また、天暦年間には六位蔵人も務めた。天徳3年（959年）頃に従五位下・備後守に叙任され受領となっている。
その後、右衛門権佐・右近衛少将と村上朝後期から円融朝前期にかけて武官を歴任した。
一条朝初頭の永延元年（987年）には任務に就かなかったとして、右京大夫の官職を止められている。永延2年（988年）盗賊の首領であるとして、息子の保輔に対する追捕宣旨が出された際、父親である致忠も拘禁された。長保元年（999年）橘惟頼及びその郎等を殺害した罪で惟頼の父の橘輔政に訴えられ佐渡国に流された。
薫物の名手としても知られた。

## 官歴
- 天暦2年（948年） 6月13日：文章生試下宣旨[3]
- 天暦11年（957年） 正月14日：見六位蔵人[4]
- 時期不詳：従五位下
- 天徳3年（959年） 2月6日：備後守[5]
- 康保元年（964年）頃：右衛門権佐[6]
- 天延2年（975年） 4月17日：見右近衛少将[7]
- 時期不詳：右京大夫[8]
- 永延元年（987年） 9月4日：止右京大夫（不任替）[9]
- 永延2年（988年） 6月14日：見右馬権頭[10]
- 長保元年（999年） 12月28日：流罪（佐渡国）

## 系譜
『尊卑分脈』による。
- 父：藤原元方
- 母：藤原賀備能の娘
- 妻：元明親王（または源允明）の娘
  - 男子：藤原保昌（958-1036）
- 生母不明：
  - 男子：藤原斉光
  - 男子：藤原維光
  - 男子：藤原保輔（?-988）
  - 女子：源満仲室 - 源頼信母